# Teorema de Hurwitz (análise complexa)
Em matemática e, particularmente, no campo da análise complexa, o teorema de Hurwitz é um teorema de Adolf Hurwitz associando os zeros de uma seqüência holomorfa compacta de funções localmente uniformemente convergentes com os seus limites correspondentes.